# Lennie Hayton
Leonard George Hayton (14 de febrero de 1908-24 de abril de 1971) fue un músico, compositor, director de orquesta y arreglista estadounidense. 

## Biografía

### Inicios
Hayton nació en la ciudad de Nueva York en el seno de una familia judía. Hijo de un restaurador de Manhattan, desarrolló su afición por el piano cuando tenía seis años, mostrando un interés inusual en los primeros clásicos de los rollos de la pianola familiar. Aunque ninguno de sus padres era un músico instruido, ambos eran entusiastas seguidores de las salas de conciertos. Hayton asistió a muchos conciertos con ellos. A sus padres no les gustaba el "Jazz" y no fue hasta que Hayton cumplió 16 años que realmente lo descubrió. Dejó la escuela secundaria para convertirse en pianista de la Orquesta del Hotel Broadway.

### Carrera profesional
En abril de 1928, fue descubierto por el director de orquesta Paul Whiteman, quien escuchó a Hayton mientras tocaba en Park Central e inmediatamente lo contrató como segundo pianista, tocando piano y celesta, además de actuar como arreglista a tiempo parcial. Mientras estuvo con la orquesta de Paul Whiteman, tocó con músicos como Frankie Trumbauer, Bix Beiderbecke, Red Nichols y Joe Venuti. También se hizo amigo de Bing Crosby, entonces miembro de The Rhythm Boys. En mayo de 1930, Whiteman tuvo que reducir su orquesta debido a la caída de las audiencias teatrales debido a los problemas económicos de la época y al impacto de la radio. Hayton y Eddie Lang estaban entre los diez miembros de la banda liberados. Hayton se unió a la Orquesta Charles Previn, que tenía un espacio semanal en la radio en Camel Pleasure Hour.
En 1932 le llegó la oportunidad de volver a unirse a Bing Crosby, quien a finales de 1931 había disfrutado de un tremendo éxito en el disco, la radio y el escenario. A partir de abril de 1932, Crosby se embarcó en una gira por los teatros Paramount-Publix, trabajando en todo el país hasta Hollywood, donde iba a hacer la película The Big Broadcast. En cada lugar, continuó transmitiendo su programa de radio hasta que llegó a la costa oeste. Lennie Hayton y Eddie Lang brindaron el apoyo musical a Crosby en sus apariciones en teatro y en sus programas de radio. En Chicago, en mayo de 1932, Hayton dirigió una orquesta para sus primeras grabaciones con el cantante. "Cabin in the Cotton", "Love Me Tonight" y " Some of These Days " fueron todos éxitos. En septiembre de 1932, Crosby volvió a salir de gira con Hayton acompañándolo al piano. En Nueva York, el 25 de octubre de 1932, Hayton dirigió la orquesta para una de las grabaciones más famosas de Bing Crosby, " Brother, Can You Spare a Dime? ", que llegó a lo más alto de las listas de éxitos. En enero de 1933, Hayton se convirtió en el director musical de la serie de radio de Chesterfield " Music That Satisfies ", que nuevamente contó con Crosby y duró 13 semanas.
La colaboración de Hayton con Bing Crosby continuó y fue nombrado director musical de la película Going Hollywood (1933), una producción de la Metro-Goldwyn-Mayer con Crosby como protagonista, que marcó el comienzo de una importante carrera para Hayton en Hollywood. Continuó trabajando con Crosby en la radio y grabando por un tiempo, pero en 1940 se convirtió en director musical de Metro-Goldwyn-Mayer. Hasta su retiro del cargo en 1953, acumuló cuatro nominaciones a los Premios Óscar por los musicales protagonizados por Judy Garland, The Harvey Girls (1946) y El pirata (1948). Hayton ganó el Premio de la Academia a la música por On the Town con Roger Edens en 1950. También arregló la música de Singin' in the Rain en 1952. Obtuvo dos nominaciones más, una en 1968 por el fallido musical Star! de Julie Andrews y el último al año siguiente para el musical de Barbra Streisand, ¡Hola, Dolly! compuesto junto con Lionel Newman, que le valió su segundo y último Oscar. En 1970, Hayton arregló el primer intento de Frank Sinatra de la composición de George Harrison " Something ". Sin embargo, Sinatra más tarde comenzó a usar un arreglo de Nelson Riddle de la canción en conciertos. Hayton compuso "Apple Blossoms" con Joe Venuti, Frankie Trumbauer y Eddie Lang. Sus otras composiciones incluyeron "Flying Fingers", "The Stage is Set", "Mood Hollywood" con Jimmy Dorsey y "Midnight Mood". Hayton también co-arregló la composición de Hoagy Carmichael " Stardust " con Artie Shaw, para la grabación de Shaw en 1940, para Bluebird Records .

### Vida personal y muerte
El primer matrimonio de Hayton fue con Helen Maude Gifford, también llamada Bubs Gelderman, quien murió en 1943. Lennie Hayton conoció la actriz Lena Horne cuando ambos tenían contrato con MGM y se casaron en diciembre de 1947 en París. Durante el matrimonio, Hayton también actuó como director musical de Horne. Enfrentando el estrés y las presiones de una relación interracial, que todavía era relativamente rara en ese período de tiempo, Hayton y Horne tuvieron un matrimonio tumultuoso. Más tarde admitió en una entrevista a Ebony en 1980 que se había casado con Hayton principalmente para avanzar en su carrera y cruzar la " línea de color " en el mundo del espectáculo, pero había aprendido a amarlo mucho. Horne y Hayton estuvieron separados durante la mayor parte de la década de 1960. Siempre un gran bebedor y fumador, Hayton murió de un ataque al corazón mientras estaba separado de Horne, en Palm Springs (California) en 1971. Fue enterrado en el cementerio Hollywood Forever en Hollywood, California .

## Premios
Premios Óscar
| Año  | Categoría                                                                     | Película                | Resultado |
| ---- | ----------------------------------------------------------------------------- | ----------------------- | --------- |
| 1946 | Óscar a la mejor banda sonora original (Orquestación de una película musical) | The Harvey Girls        | Nominado  |
| 1948 | Óscar a la mejor banda sonora original (Orquestación de una película musical) | El pirata               | Nominado  |
| 1949 | Óscar a la mejor banda sonora original (Orquestación de una película musical) | Un día en Nueva York    | Ganador   |
| 1952 | Óscar a la mejor banda sonora original (Orquestación de una película musical) | Cantando bajo la lluvia | Nominado  |
| 1968 | Óscar a la mejor banda sonora original (Orquestación de una película musical) | Star!'                  | Nominado  |
| 1969 | Óscar a la mejor banda sonora original (Orquestación de una película musical) | Hello, Dolly!           | Ganador   |